# Suite pour violoncelle solo de Fortner
Pour les articles homonymes, voir Suite pour violoncelle.
La Suite pour violoncelle solo est une composition de musique de chambre de Wolfgang Fortner. Composée en 1933, elle s'inscrit dans le style baroque avec son mélange de mouvements lents et animés.

## Structure
1. Introduzione (andante)
2. Danza (presto sempre staccato)
3. Canzone: Cinq variazioni sopra una melodia antica del Trovatore francese
4. Rondo (presto)

## Source
- François-René Tranchefort, guide de la musique de chambre, éd. Fayard 1987 p.340  (ISBN 2-213-02403-0)